# Ekrem Jevrić
Ekrem Jevrić (cirílico: Екрем Јеврић; 25 de outubro de 1961 – 4 de março de 2016) foi um cantor e músico popular montenegrino baseado em Yonkers, Nova Iorque. Seu vídeo do YouTube "Kuća pos'o" (House - Work) lhe rendeu popularidade instantânea em toda a ex-Jugoslávia, devido à sua percepção como estética camp.
O fenômeno da internet foi observado por BBC e The Independent.
Ekrem Jevrić nasceu em Plav, República Socialista de Montenegro. Ele começou a fumar aos quatorze anos e seu pai se recusou a comprar-lhe cigarros, então ele foi para Podgorica só para ganhar dinheiro. Depois, ele foi trabalhar na Eslovénia. Em 1985, ele se casou com Igbala Jevrić. Ele se mudou para o Canadá em 1988, e logo depois para os Estados Unidos. O casal tem quatro filhos: Enis, Verdin, Hajrudin e Berat.
Jevrić canção mais famosa é "Kuća posô" (Casa, trabalho ou de casa para o trabalho), que alcançou sucesso imediato no YouTube, alcançando mais de 13 milhões de visualizações (2 milhões no primeiro mês). Ele gravou seu primeiro álbum, intitulado Kuća posô em março de 2010. Ele fez uma sessão de fotos para Dolce & Gabbana na coleção inverno de 2011, postulando como um alfaiate italiano.
No final de 2010, ele participou do popular reality show sérvio Farma, e terminou em terceiro.[carece de fontes?]
No dia 4 de março de 2016, Jevrić morreu em Nova York de um ataque cardíaco, em um carro na sua maneira de trabalhar, com a idade de 54.[carece de fontes?]